# Launasenniemi
Launasenniemi är en halvö i Finland. Den är en del av ön Kuorsalo och ligger i Fredrikshamn i landskapet Kymmenedalen, i den södra delen av landet, 140 km öster om huvudstaden Helsingfors.